# Gracht
La parola gracht (al plurale grachten) è un termine olandese che si riferisce a dei canali circolari collegati tra loro da circa un centinaio di canali più piccoli trasversali, in modo da racchiudere una città. I grachten sono presenti per lo più nei Paesi Bassi.

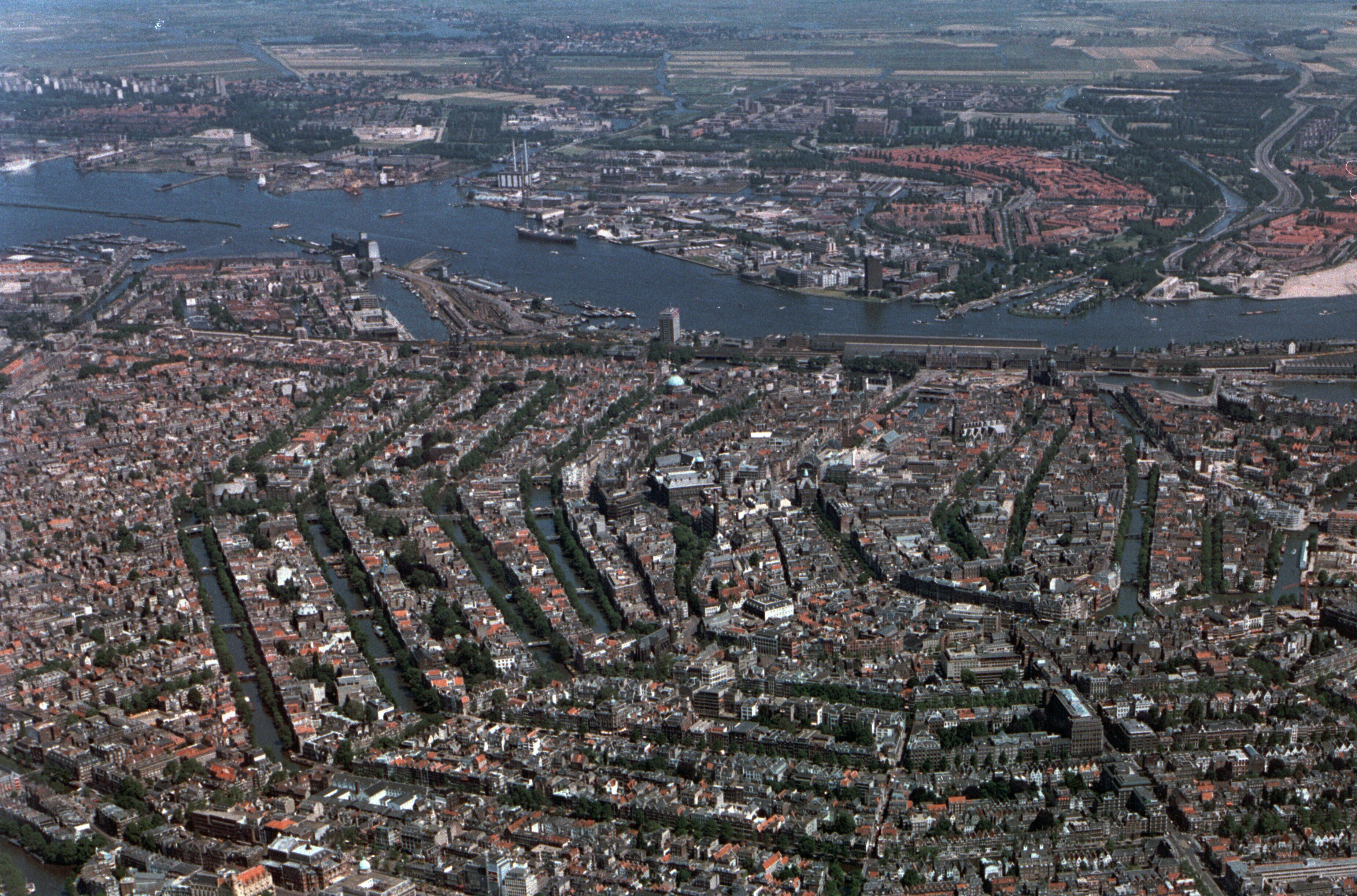
Grachten a Amsterdam

## Tre termini correlati
1. Un kanaal (canale) è un corso d'acqua artificiale, che si trova spesso in campagna.
2. Un gracht (città-canale) è un corso d'acqua in città, con la strada da entrambi i lati. Le strade sono fiancheggiate a loro volta da case, spesso in un frontale chiuso.
3. Un singel è originalmente un fossato che circonda la città a scopo difensivo. Quando la città si espande il singel è incorporato nella sua struttura e non può più essere distinto da un gracht.

I singel quindi circondano solo alcune parti di una città e di solito sono le più antiche. Mentre un gracht circonda interamente essa racchiudendola.

## Funzione e storia
I grachten erano le linee di vita nelle città fiamminghe e tedesche. Sono stati usati per molti scopi: per il trasporto, per il drenaggio, come acquedotto e come fogne, tutto allo stesso tempo. In città molto popolate queste funzioni combinate ripetutamente hanno dimostrato di essere dannose per la salute pubblica.

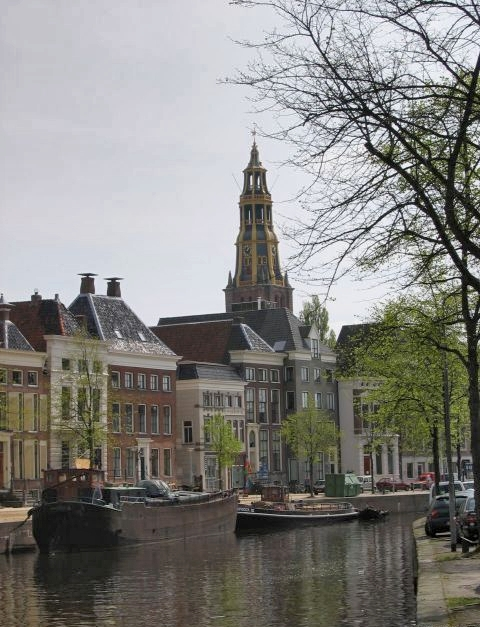
Un gracht a Groninga

La maggior parte delle città anseatiche hanno dei grachten utili al trasporto e al carico delle merci. A volte i grachten sono dei vecchi corsi d'acqua, come a Groninga. Il fiume Drentse Aa è stato usato come un gracht.
A Delft il gracht principale (De Oude Delft) è stato utilizzato come un canale di drenaggio per la bonifica della terra in un ambiente paludoso.
Una funzione in quasi ogni città è stata quella del drenaggio. L'acqua piovana scorreva attraverso queste città-canali. Di solito sono stati utilizzati anche come una fogna. Poiché queste funzioni non sono più necessarie, molti grachten sono stati bonificati per consentire l'accesso al traffico stradale. I nomi di queste nuove strade prendono il nome, tuttavia, dal nome del gracht su cui passano.

## Città olandesi attraversate dagrachten
- Alkmaar
- Amersfoort
- Amsterdam
- Bredevoort
- Delft
- Deventer
- Dordrecht
- Gouda
- Groninga
- Haarlem
- Harlingen
- Hindeloopen
- L'Aia
- 's-Hertogenbosch
- Hoorn
- Kampen
- Leeuwarden
- Leida
- Meppel
- Middelburg
- Rotterdam
- Sneek
- Utrecht
- Zutphen
- Zwolle

## Città belghe attraversate dagrachten

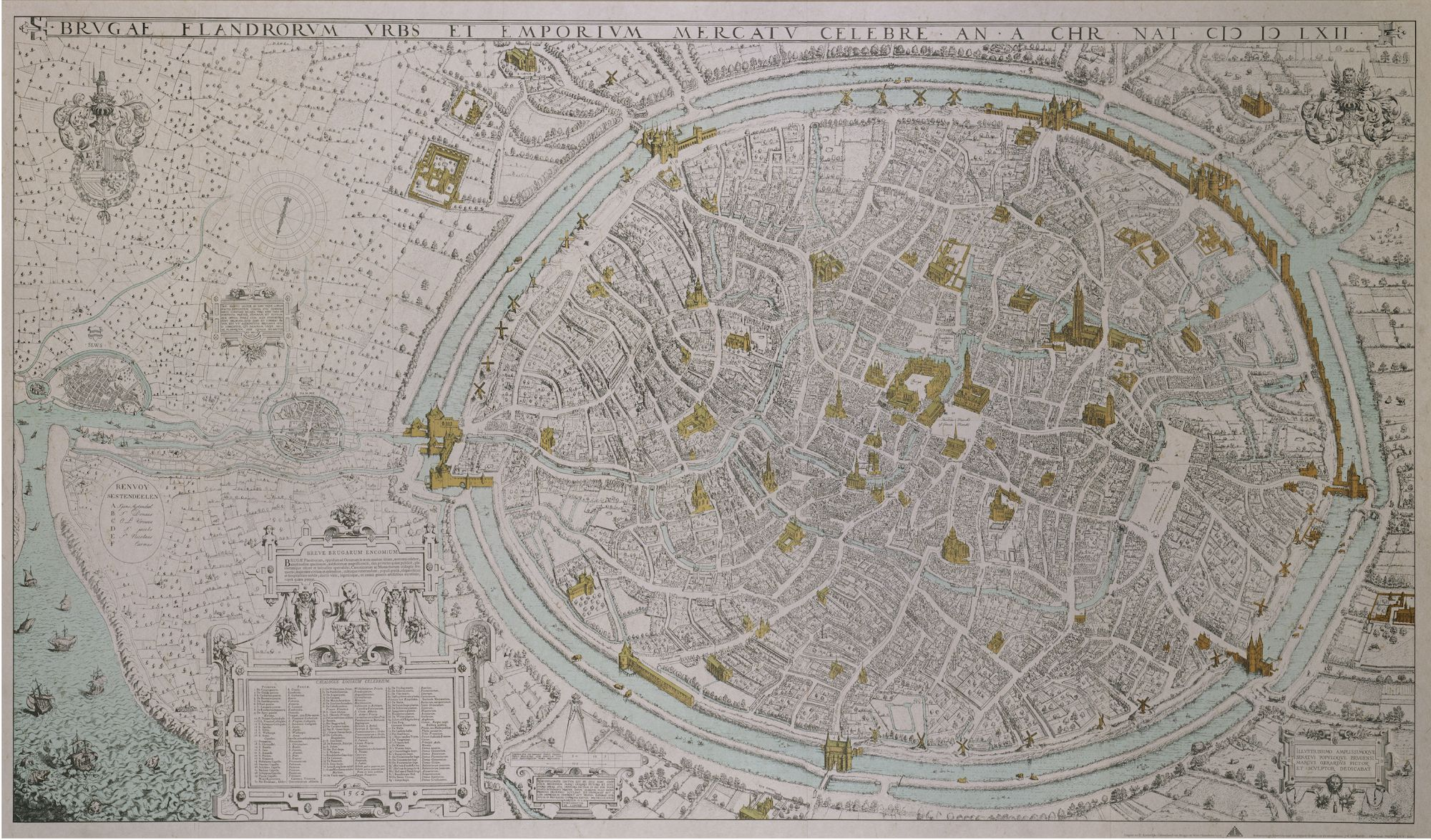
Antica mappa che raffigura il gracht intorno a Bruges (Belgio)

- Anversa
- Bruges
- Gand
- Lier